# 彭政欣
彭政欣（1980年5月22日—），台灣高雄市人，兄弟象替補球員，加入職棒以來出賽機會不多，哥哥為彭政閔。

## 生平
- 高雄市復興國小
- 臺南市崇學國小
- 美和中學
- 合作金庫棒球隊
- 國軍隊
- 兄弟象練習生
- 中華職棒兄弟象球員（2004年～2009年11月6日）
- 中華職棒兄弟象管理（2009年11月6日～

## 特殊紀錄
- 職棒生涯首打席安打：2004年7月4日，天母球場象鯨戰，彭政欣於九局上面對鯨隊投手顏子堯一個內角直球擊出左外野平飛安打。

- 2006年代訓二軍聯賽，為紅隊球員之一，季末獲得安打王(46支)以及打擊率第三(0.297)。

## 外部連結
- 彭政欣的無名小站 （页面存档备份，存于）
- 哇！　彭政欣坐在曾文誠的大腿上
- 「正義使者」彭政欣　職棒元年早出名
- 彭政欣在台灣棒球維基館上的頁面（繁體中文）